# عليوردي أوشاقي
عليوردي أوشاقي هي قرية في مقاطعة خدا أفرين، إيران. عدد سكان هذه القرية هو 720 في سنة 2006.